# Andabeløya
Andabeløya (également appelé Andabeløyna) est une île habitée de la municipalité de Flekkefjord dans le comté d'Agder, au sud de la péninsule de Norvège, à l'est de la grande île d'Hidra. 

## Description
L'île de 4,7 kilomètres carrés se trouve à l'embouchure du Fedafjorden, juste à l'est de l'île d'Hidra. Le seul village de l'île s'appelle Andabeløy, situé à l'extrémité nord relativement plate de l'île. La partie sud de l'île fait partie de la zone de conservation du paysage Flekkefjord.
L'île est très montagneuse et accidentée. En 2015, il y avait environ 100 habitants vivant sur l'île. L'île est reliée au continent par un ferry à l'extrémité nord de l'île.

## Galerie

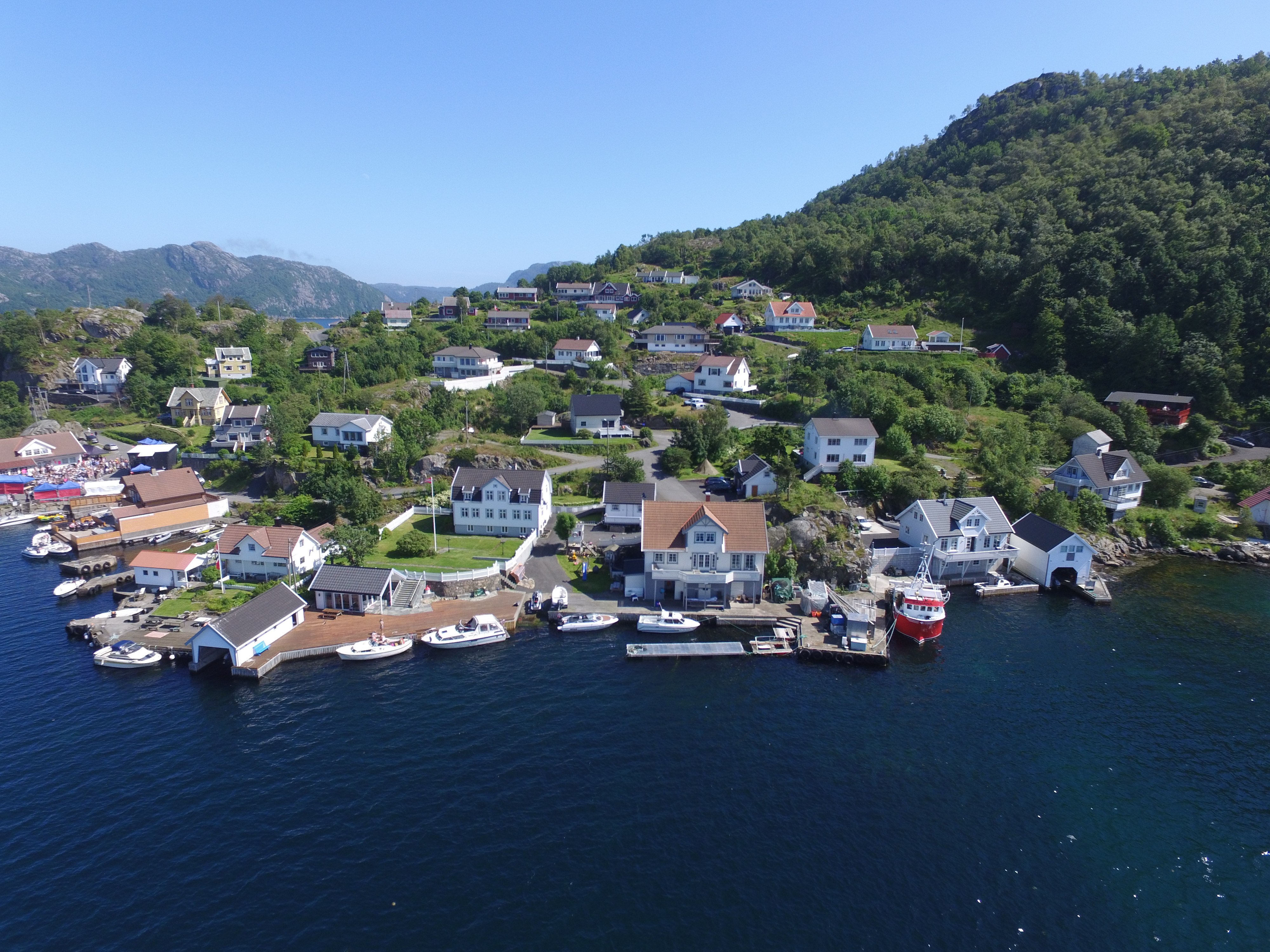
Le village d'Andabeløy